# Sange ved havet
Sange ved havet is een liederenbundel van de Noorse componiste Agathe Backer-Grøndahl. Meestentijds schreef zij toonzettingen bij teksten van diverse dichters. Bij Sange ved havet beperkte ze zich tot Deense teksten van slechts één schrijver: Holger Drachmann. De bundel is opgedragen aan Edvard Grieg, collegacomponist en –pianist. De bundel werd in 1887 uitgegeven in Kopenhagen door Konglige Hofmusikhandels en door Warmuth Musikforlag in Oslo.
De liederen zijn:
- Rav in allegretto
- Saa lagde jeg ud in allegretto agitato
- Og da jeg seiled dit hus forbi in moderato tranquillo
- Fjerne toner in moderato tranquillo
- Lyse Nætter in andante espressivo
- Frisk morgen in allegro e con molto anima
- Sildig in andantino espressivo
- Efterdønning in allegretto agitato

Op 19 februari 1887 bracht de componist Lyse nætter en Sildig zelf ten gehore met soliste Ingerborg Pettersen. Sildig werd op 7 mei 1892 opnieuw uitgevoerd, ditmaal met soliste Camilla Wiese. Op 1 november 1901 was Dagmar Möller de zangeres, net als een dag later.